# Satellites hypothétiques de la Terre

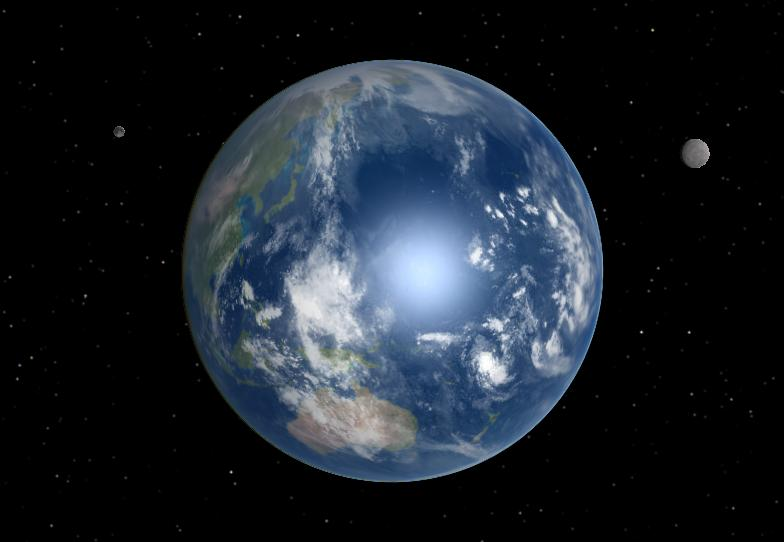
Vue artistique de la Terre avec deux lunes.

L'existence d’autres lunes de la Terre, c'est-à-dire des satellites naturels de la Terre autres que la Lune, a été postulée à plusieurs reprises au cours de l'histoire. Malgré ces déclarations, aucun autre satellite naturel de la Terre n'a été confirmé à ce jour,. Plusieurs revendications se sont avérées invérifiables, alors que d'autres se sont avérées être des canulars.
Il existe un certain nombre d'objets géocroiseurs étant en résonance orbitale avec la Terre, ainsi que des quasi-satellites de cette dernière. Ces corps sont parfois appelés de manière abusive « deuxième », « troisième » ou « autres » lunes de la Terre,. Il arrive également que d'autres petits corps du Système solaire entrent en orbite autour de la Terre pour un court laps de temps, devenant temporairement des satellites naturels, mais aucun d'eux ne l'a été durant un laps de temps significatif.

## Histoire

### La lune de Frédéric Petit
En 1846, l'astronome français Frédéric Petit, directeur de l'Observatoire de Toulouse, annonce la découverte d'une seconde lune ayant une orbite elliptique autour de la Terre. Petit affirme que cette seconde lune a une période de 2 heures et 44 minutes, avec un apogée de 3 570 km et un périgée de 11,4 km. Cette lune aurait également été observée par Lebon et Dassier à Toulouse, et par Larivière à l'observatoire d'Artenac, au cours du début de la soirée du 21 mars 1846.
Cette « découverte » est rapidement rejetée par la communauté astronomique. En 1861, Petit publie à nouveau sur ses observations de 1846, affirmant que la seconde lune expliquerait des perturbations dans les mouvements de la Lune. Malgré cela, l'existence de cette seconde lune n'a jamais été confirmée.

### La lune de Waltemath

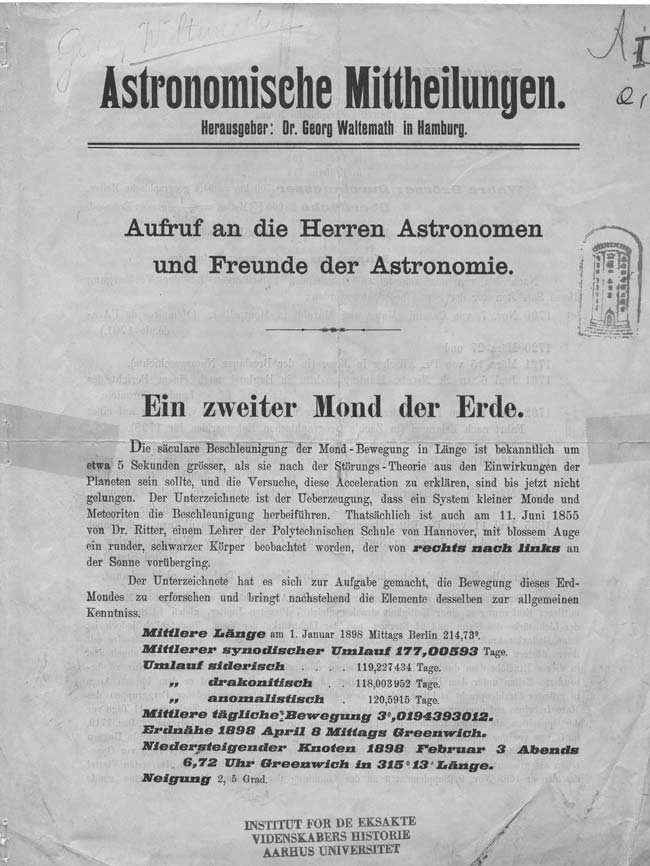
Annonce de la découverte d'une seconde lune par Waltemath.

En 1898, Georg Waltemath, partant de l'hypothèse que quelque chose affecte gravitationnellement l'orbite de la Lune, annonce la découverte d'un système de petites lunes en orbite autour de la Terre,.
Waltemath affirme que l'une des lunes proposées est située à 1 030 000 km de la Terre et possède un diamètre de 700 km, une période orbitale de 119 jours, et une période synodique de 177 jours. Il affirme que cette lune ne peut presque jamais être observée sans télescope puisque l'astre ne reflète pas suffisamment de lumière. Cependant, Waltemath affirme que « Parfois, elle brille dans la nuit comme le Soleil, mais seulement pendant environ une heure,,. »
E. Stone Wiggins (en), un expert canadien en climat, affirme que cette seconde lune pourrait être expliquée par un phénomène météorologique. Il expose qu'il a observé un tel effet pour la première fois en 1882 et qu'il a rendu publique sa découverte en 1884 dans le New-York Tribune, postulant que cet effet serait la cause probable d'une éclipse solaire anormale observée en mai de cette année-là. Il pense que cette lune était aussi probablement le « croissant de lune vert » vu en Nouvelle-Zélande et, plus tard, en Amérique du Nord en 1886, phénomènes observés pendant moins d'une demi-heure à chaque fois.
L'édition d'août 1898 de la revue Science souligne que Walthemath a envoyé à la revue « l'annonce d'une troisième lune », qu'il décrit comme une « vraie lune tempérée et magnétique,. » Cette dernière aurait un diamètre de 746 km et serait plus proche que la « deuxième lune » qu'il a observée précédemment.
En 1918, l'astrologue Sepharial confirme l'existence de la deuxième lune de Waltemath, qu'il baptise Lilith.
L'existence des phénomènes décrits par Walthemath et Wiggins a été rejetée à la suite de l'absence de corroboration des observations par d'autres membres de la communauté scientifique.

### Autres
En 1926, la revue scientifique Die Sterne (de) publie les résultats de l'astronome amateur allemand W. Spill, qui prétend avoir vu une seconde lune en orbite autour de la Terre.
À la fin des années 1960, le scientifique américain John Bargby affirme avoir observé plus de dix petits satellites naturels de la Terre.

### Recherches contemporaines

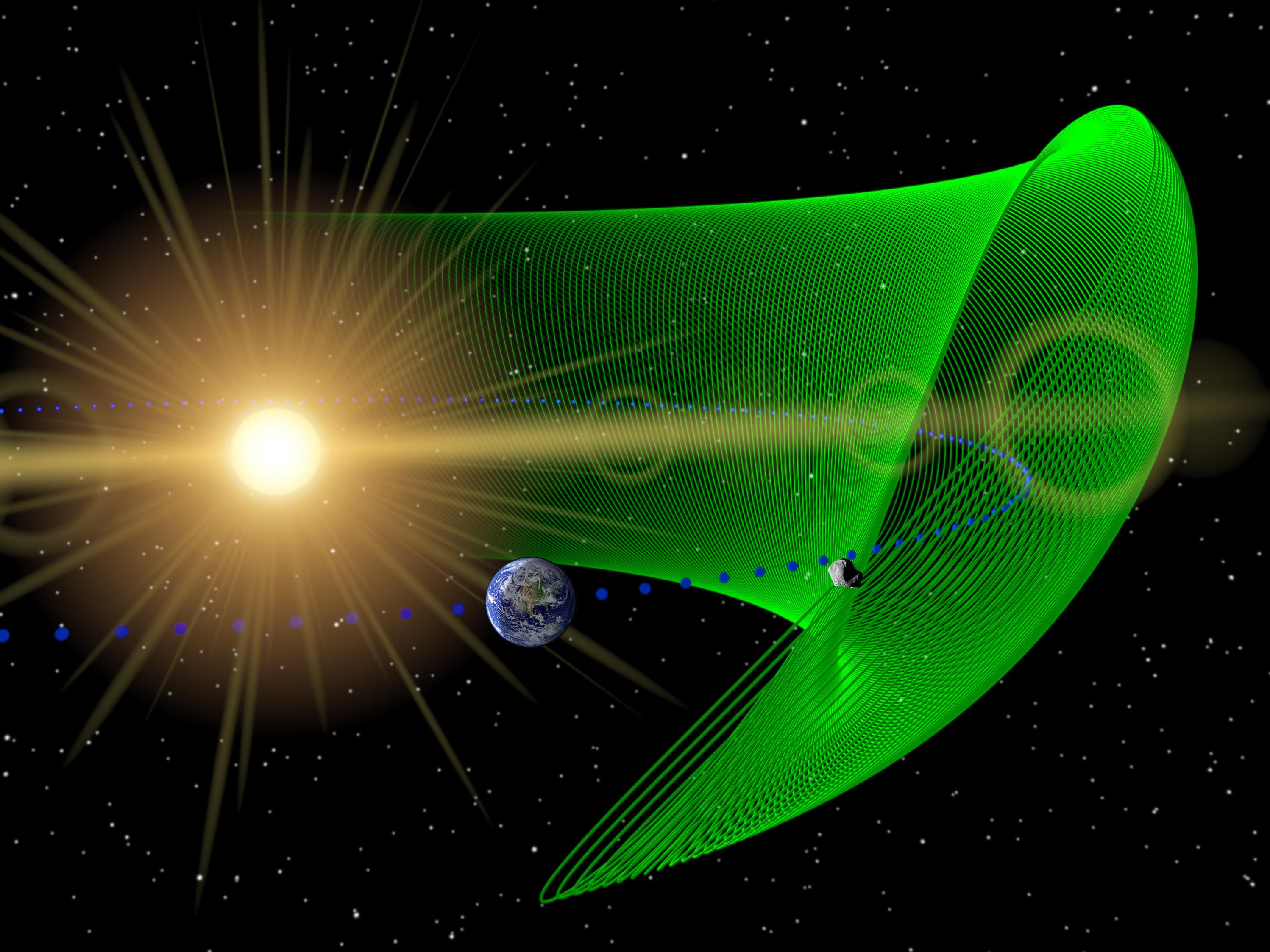
a une trajectoire hélicoïdale (vert) par rapport à la Terre, dont l'orbite est illustrée en bleu.

À partir des années 2000, la communauté astronomique découvre que de petits corps, tels 2006 RH120, peuvent être capturés temporairement par la gravité de la Terre. Ces derniers peuvent donc devenir, pendant un bref moment, des satellites naturels de la Terre, comme cela a été le cas pour 2006 RH120 en 2006-2007.
En 2010, le premier astéroïde troyen de la Terre, 2010 TK7, est découvert à partir des données du Wide-field Infrared Survey Explorer.
En 2011, les planétologues Erik Asphaug et Martin Jutzi proposent un modèle dans lequel une seconde lune aurait existé il y a 4,5 milliards d'années. Possédant environ 3 % de la masse de la Lune, ce corps céleste de 1 270 km de diamètre constituant initialement un troyen du système Terre-Lune, se serait formé à partir des matériaux communs à la Terre et à l'impacteur Théia à l'emplacement d'un point de Lagrange du système Terre-Lune. Cette seconde lune aurait fait partie du processus de formation de l'actuelle Lune en entrant en collision avec celle-ci, et expliquerait l'aspect de la face cachée de la Lune (quasi-absence de mer lunaire et relief plus accusé, avec de vastes chaînes montagneuses culminant à plus de 3 000 mètres.

## Les quasi-satellites et troyens

Les orbites de la Terre et du quasi-satellite 3753 Cruithne.

Quand on l'observe depuis la Terre, Cruithne semble être en orbite autour d'un point très près de la Terre.

Bien qu'aucune autre des lunes de la Terre ne soit répertoriée à ce jour, cette dernière possède des quasi-satellites, c’est-à-dire des objets géocroiseurs en résonance avec elle qui sont en orbite autour du Soleil à la même distance. Les orbites des quasi-satellites seraient instables et changeraient au bout de quelques milliers d'années.
La Terre compte au moins sept quasi-satellites :
- (419624) 2010 SO16,
- (164207) 2004 GU9[18],
- (277810) 2006 FV35[19],
- 2002 AA29[20],
- 2014 OL339,
- 2013 LX28,
- (3753) Cruithne.

Cruithne, découvert en 1986, est en orbite autour du Soleil selon une orbite elliptique, mais qui a la forme d'une orbite en fer à cheval vue de la Terre,. Cela a amené certains à surnommer abusivement Cruithne « seconde lune de la Terre ».
La Terre possède un troyen connu, stable selon le point de Lagrange L4. Cet objet, 2010 TK7, a un diamètre de 300 mètres.

## Satellites temporaires

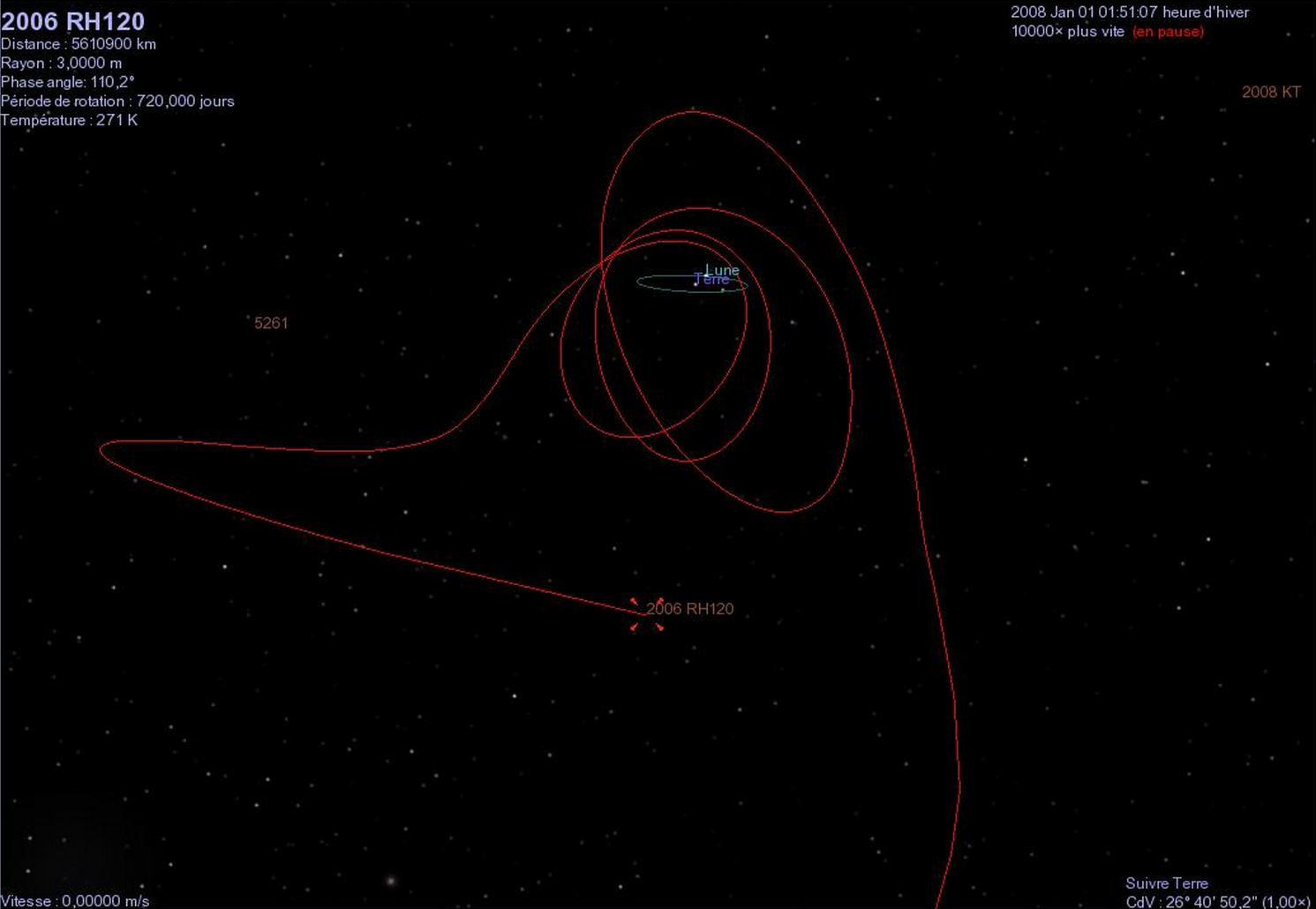
L'orbite de, petit astéroïde qui était en orbite autour de la Terre en 2006-2007.

Les modèles informatiques des astrophysiciens Mikael Granvik, Jérémie Vaubaillon et Robert Jedicke suggèrent que des « satellites temporaires » devraient être communs et que « à tout instant, il devrait y avoir au moins un satellite naturel, possédant un diamètre de un mètre, en orbite autour de la Terre,. » Ces objets resteraient en orbite durant en moyenne dix mois avant de revenir dans une orbite solaire.
L'une des premières mentions dans la littérature scientifique d'un satellite temporaire est celle de Clarence Chant lors de la grande procession météorique de 1913 : 

« Il semblerait que les corps ayant voyagé à travers l'espace, probablement selon une orbite autour du Soleil et passant près de la Terre, auraient pu être capturés par celle-ci et être amenés à se déplacer autour d'elle comme un satellite,. »

Le LSST pourrait découvrir d'une à six lunes temporaires par an.
En 2024, la Terre a un satellite temporaire pendant quelques semaines, 2024 PT5.

## Dans la culture populaire

### Romans
L'écrivain Jules Verne a appris la théorie de l'astronome Petit et l'a exploitée dans son roman Autour de la Lune,. Ce satellite joue un rôle important dans l'intrigue : c'est en effet à cause de la perturbation gravitationnelle due à sa rencontre que l'obus transportant les protagonistes n'atteint pas la Lune mais en fait le tour pour revenir sur Terre. Cette lune fictive n'est pas vraiment basée sur les observations de Petit d'un point de vue technique, donc l'orbite proposée par Verne dans son ouvrage était mathématiquement incorrecte. Mort en 1865, Frédérick Petit n'a pas pu commenter la lune fictive de Verne.
Le roman pour enfants Mushroom Planet, écrit par Eleanor Cameron (en) (suite de l'œuvre de 1954 The Wonderful Flight to the Mushroom Planet (en)), présente une petite lune habitable, appelée Baside, qui serait sur une orbite invisible à 80 000 km d'altitude. On y décrit également une autre lune encore plus petite, appelée Lepton, qui orbite à seulement 1 600 km de la Terre.
Dans le roman Tom Swift on the Phantom Satellite (1956) de Tom Swift, Jr. (en), on présente une nouvelle lune qui entre dans l'orbite de la Terre à 80 000 km d'altitude. La suite de 1963, Tom Swift and the Asteroid Pirates, met en scène une petite lune nommée Nestria, un ancien astéroïde entré dans l'orbite de la Terre à 80 000 km d'altitude.
Le roman Dhalgren (1975), écrit par Samuel R. Delany, met en scène une Terre qui a mystérieusement acquis une seconde lune appelée George.
Dans le roman 1Q84 de Haruki Murakami, une deuxième lune de forme irrégulière et verte est visible pour certains personnages de l'histoire.

### Bande dessinée
Dans les BD La Caverne tibétaine et Le Cristal des Atlantes des aventures du Scrameustache, une deuxième lune nommée Lunica est détruite après que les Atlantes ont envoyé accidentellement un astéroïde géant sur sa trajectoire.

### Citations originales
1. ↑  (en) « Sometimes, it shines at night like the sun but only for an hour or so »
2. ↑  (de) « wahrhalfter Wetter und Magnet Mond »
3. ↑  (en) « At any given time, there should be at least one natural Earth satellite of 1-meter diameter orbiting the Earth. »
4. ↑  (en) « It would seem that the bodies had been traveling through space, probably in an orbit about the sun, and that on coming near the earth they were promptly captured by it and caused to move about it as a satellite. »